# Lasioglossum semicyaneum
Lasioglossum semicyaneum is een vliesvleugelig insect uit de familie Halictidae. De wetenschappelijke naam van de soort is voor het eerst geldig gepubliceerd in 1929 door Theodore Dru Alison Cockerell.